# Willem van Auxonne

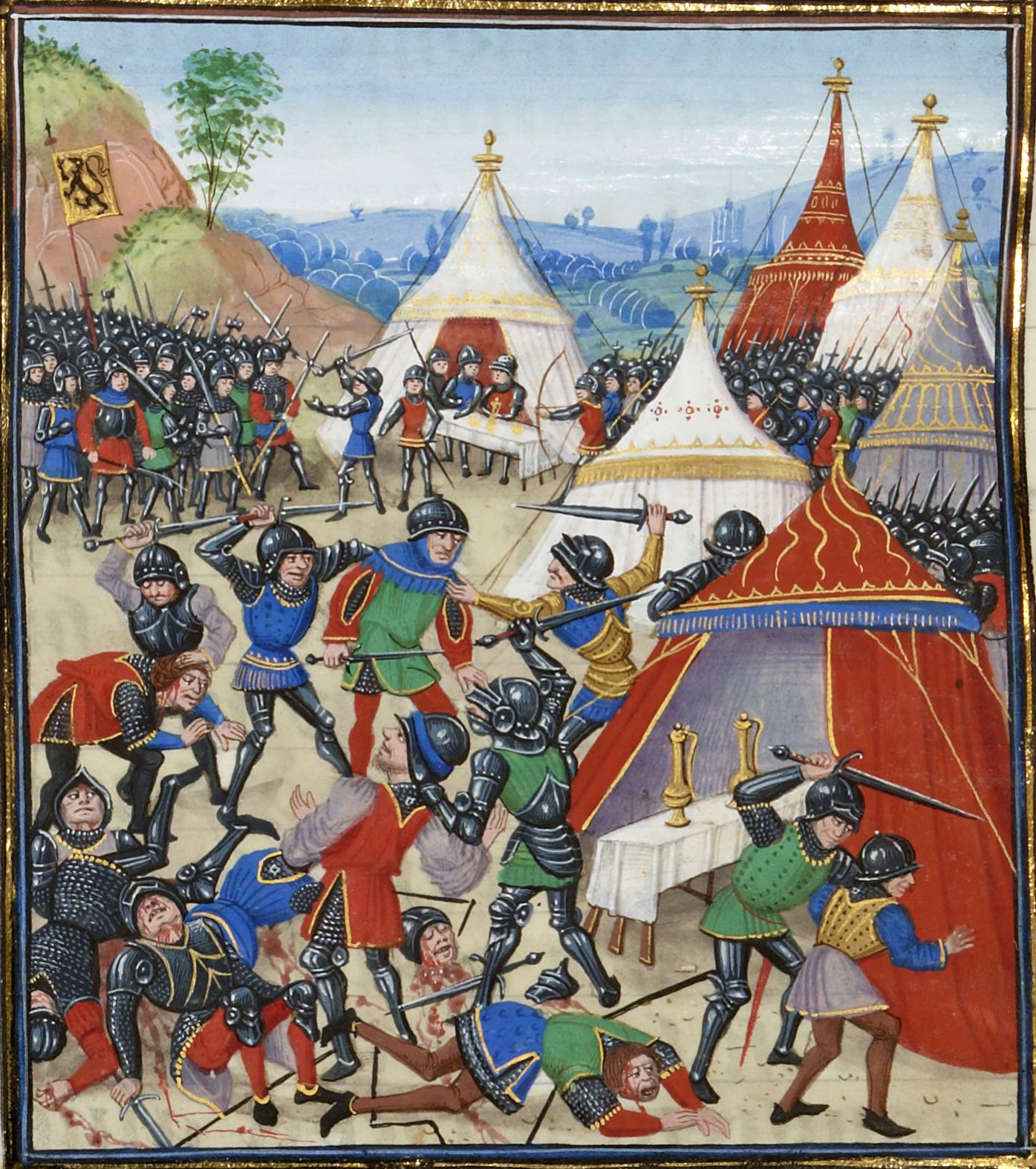
Slag bij Kassel met neerslaan van de Vlaamse opstand. Kanselier d'Auxonne ging verder met een terreurbewind in de Vlaamse steden.

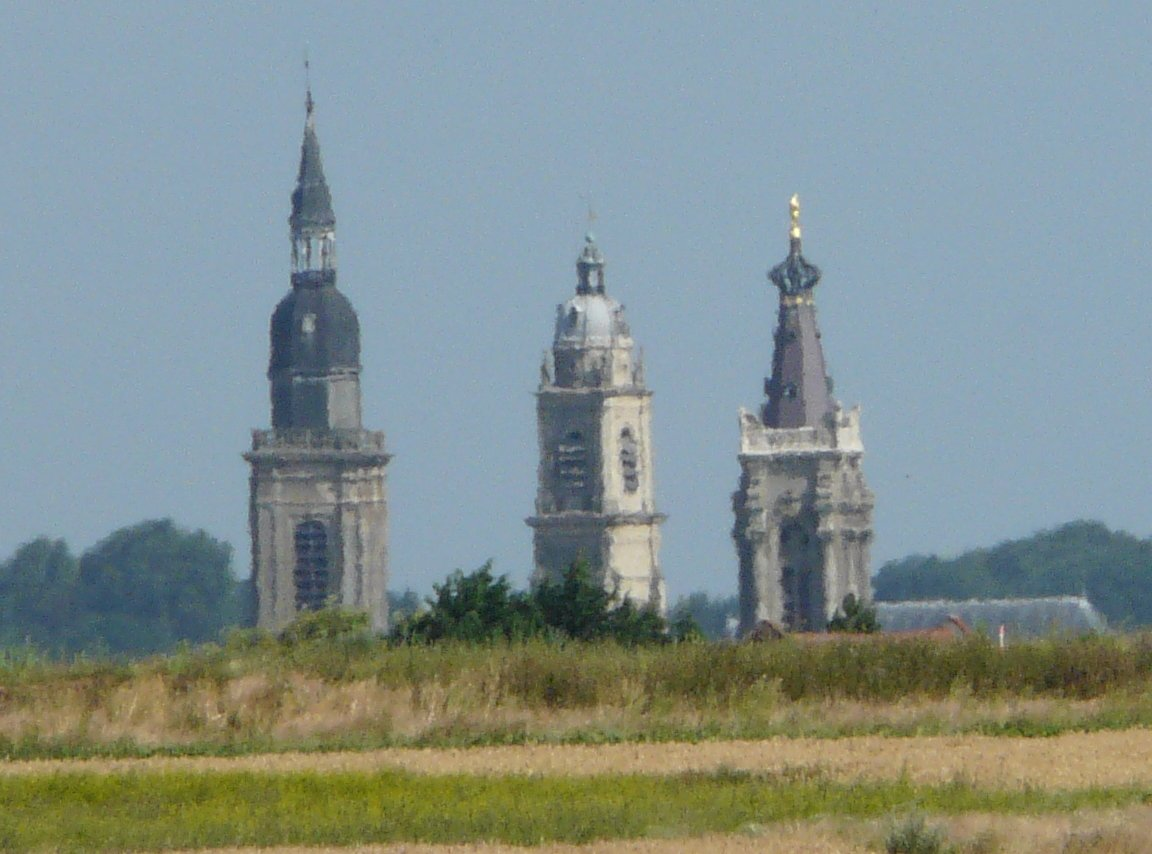
Kamerijk

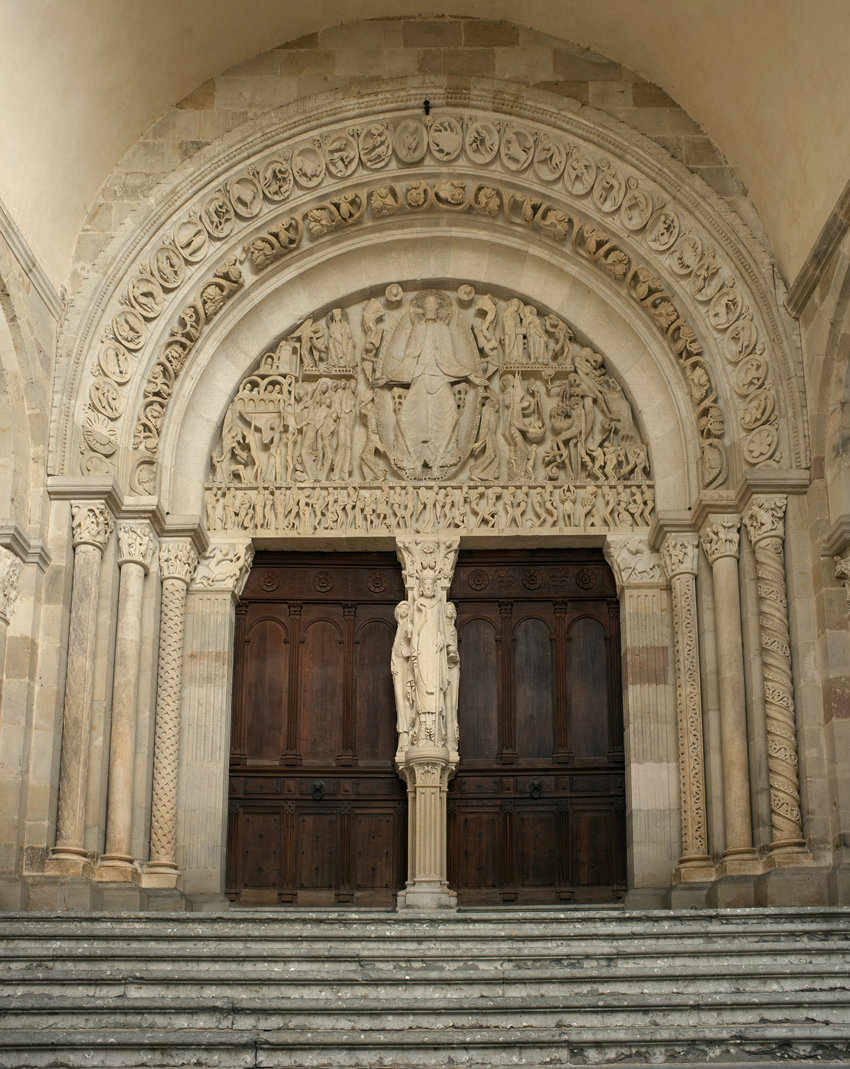
Kathedraal van Autun

Willem van Auxonne (Auxonne circa 1294 – Autun 30 maart circa 1344), in Frankrijk bekend als Guillaume d'Auxonne, Guy d'Aussonne of Guillaume Baudet/Baudot. Deze kanunnik-jurist was kanselier (1327-1338) van de drie graafschappen Vlaanderen, Rethel en Nevers, en dit in dienst van graaf Lodewijk II. Hij voerde een resolute pro-Franse koers en bestrafte Vlaamse steden. Hij kocht de heerlijkheid Mechelen aan voor de graaf. 
Hij werd later bisschop van Kamerijk (1336-1342) en van Autun (1342-1344), grootgrondbezitter in Bourgondië en heer van Ecordal. 

## Parijs
Auxonne werd geboren in het gelijknamige stadje Auxonne in het hertogdom Bourgondië in handen van het huis Valois. Hij werd geestelijke en studeerde kerkelijk en burgerlijk recht in Parijs en in Orléans. De afgesturdeerde priester-jurist behield in zijn verder leven steeds relaties met deze universiteiten. Hij had inkomsten als kanunnik in het graafschap Bourgondië (in het buurland het Rooms-Duitse Rijk). In Parijs leerde hij Lodewijk van Nevers kennen, van het huis Dampierre. Lodewijk was zowel graaf van Nevers, Rethel en Vlaanderen, drie graafschappen in het Franse koninkrijk; Lodewijk groeide op aan het hof van de Franse koningen. Toen Lodewijk naar zijn graafschap Vlaanderen trok, reisde Auxonne mee (1323).  

## Kanselier
Als jurist werkte Auxonne zich op in de grafelijke administraties. Hij werd zegelbewaarder en in 1327 werd hij de machtige kanselier van het graafschap Vlaanderen, alsook van de twee andere graafschappen van Lodewijk. Graaf Lodewijk was vaak afwezig en Auxonne ontpopte zich tot de echte machthebber over de grafelijke administraties. Hij herorganiseerde de kanselarijen in de 3 graafschappen. Hij werd de 'meester van het beleid' genoemd. De proost van de Sint-Donaasproosdij had niets meer te zeggen, ook al noemde die zich ook kanselier van Vlaanderen. Zo centraliseerde d'Auxonne het archief van het graafschap Vlaanderen in het Kasteel van Rupelmonde. 
Auxonne trok resoluut de kaart van de koning Filips VI van Frankrijk. Dit betekende dat, bij het begin van de Honderdjarige Oorlog, Vlaanderen partij koos voor Frankrijk en tegen Engeland. Dit was erg tegen de zin van de steden, de lakenhandelaars en talrijke edelen in Vlaanderen. De opstand tegen de graaf culmineerde in de Slag bij Kassel. De graaf versloeg de opstandelingen. Auxonne richtte vervolgens een terreurbewind in: opstandelingen werden terechtgesteld en zware taksen werden aan de Vlaamse steden opgelegd. Elk protest eindigde met executies. Paus Johannes XXII moest tussenbeide komen toen bleek dat Auxonne geestelijken per vergissing had laten executeren. De opstand van Jacob van Artevelde in Gent betekende een zware bedreiging voor het gezag van de graaf en zijn kanselier. De opstandelingen kozen meteen partij voor de Engelsen (de jaren 1330-1340). 
De inkomsten voor de grafelijke schatkist waren aanzienlijk. Auxonne deed verschillende aankopen voor de graaf. Zo kocht hij de stad Oudenburg op. Zijn grootste koop was de heerlijkheid Mechelen, dat Auxonne afkocht van de prins-bisschop van Luik Adolf van der Mark (1333). Kanselier Auxonne verzorgde steeds zijn relaties met de Luikse prelaat, bijvoorbeeld door het sturen van geschenken. De kost van de aankoop van Mechelen was evenwel zo belangrijk dat d'Auxonne een tornooi van Lodewijk afschafte wegens te duur. Voor zichzelf kocht Auxonne talrijke gronden op in het graafschap Bourgondië. 

## Kamerijk
In 1336 was Auxonne met graaf Lodewijk in Avignon op bezoek bij paus Johannes XXII. De gesprekken gingen over de aankoop van Mechelen, wat tevoren toch kerkelijk territorium was (van de prins-bisschop van Luik). Tijdens het verblijf aan het pauselijk hof sloeg Auxonne erin om zich tot graaf-bisschop van Kamerijk te laten benoemen. Hij combineerde dit kerkelijk ambt met dat van kanselier van Vlaanderen twee jaren (tot 1338). Auxonne had trouwens werk genoeg met het Kamerijkse omwille van plunderende Engelse troepen. Kroonprins Jan van Frankrijk moest zelfs Engelsen verjagen uit het kasteel van Thun-l'Evêque. De ontevredenheid van de burgers van Kamerijk tegen hun bisschop werd bovendien aangevuurd door de wispelturige Willem van Holland van het naburige graafschap Henegouwen. Auxonne wenste finaal het strijdtoneel van de Honderdjarige Oorlog te verlaten en vroeg om de bisschopszetel van Autun.

## Autun
Autun was een welvarende pelgrimsstad in Bourgondië. Auxonne was er bisschop van 1342 tot zijn dood in 1344. Zelf was hij bemiddeld geworden en hij beheerde als grootgrondbezitter zijn talrijke landerijen in de streek. Hij werd heer van Ecordal in het graafschap Rethel en werd aldus leenman van graaf Lodewijk, voor wie hij jarenlang in dienst geweest was. Tijdens het einde van zijn leven stelde Auxonne zijn testament op. Hij bezat een huis in Parijs. Samen met 2 andere Bourgondische bisschoppen, namelijk Hugo de Pomarre (Langres) en Hugo d'Arci (Laon) richtte hij een college op in zijn stadswoning. Dit college werd genoemd Collège de Cambrai ofwel Collège des Trois-Évêques. Het eerste academiejaar van dit college was 1348 en er zes beursstudenten studeerden, op kosten van de schenking van de drie bisschoppen. Later werd dit Kamerijks college opgeslorpt door het Collège Royal, wat nog later Collège de France werd.    